# Държавен вестник на Република Северна Македония
„Държавен вестник на Република Северна Македония“ (на македонска литературна норма: „Службен весник на Република Северна Македонија“) е официалното издание на Република Северна Македония.
Вестникът е основан с решение на президиума на АСНОМ и първият му брой излиза на 18 февруари 1945 година под името „Служебен лист на Федералната единица Македония“ (Службен лист на Федералната единица Македонија). Във вестника се публикуват закони и подзаконови актове. Със смяната на името на страната се сменя и името на вестника - „Държавен вестник на Народна република Македония“ от 1945 година (Службен весник на НРМ), „Държавен вестник на Социалистическа република Македония“ от 1963 година (Службен весник на СРМ), „Държавен вестник на Република Македония“ от 1991 година (Службен весник на РМ) и „Държавен вестник на Република Северна Македония“ от 2019 година (Службен весник на РСМ).